# Uzveće
Uzveće (izvirno srbsko Узвеће) je naselje v Srbiji, ki upravno spada pod Občino Bogatić; slednja pa je del Mačvanskega upravnega okraja.

## Demografija
V naselju živi 890 polnoletnih prebivalcev, pri čemer je njihova povprečna starost 41,5 let (40,5 pri moških in 42,6 pri ženskah). Naselje ima 379 gospodinjstev, pri čemer je povprečno število članov na gospodinjstvo 2,91.
To naselje je, glede na rezultate popisa iz leta 2002, večinoma srbsko, a v času zadnjih treh popisov je opazno zmanjšanje števila prebivalcev.
|  |

| Demografija | Demografija     | Demografija     |
| Leto        | Št. prebivalcev | Št. prebivalcev |
| ----------- | --------------- | --------------- |
|             |                 |                 |
|             |                 |                 |
|             |                 |                 |
|             |                 |                 |
| 1948        | 1366            |                 |
| 1953        | 1374            |                 |
| 1961        | 1371            |                 |
| 1971        | 1337            |                 |
| 1981        | 1263            |                 |
| 1991        | 1163            | 1106            |
| 2002        | 1164            | 1103            |
|             |                 |                 |

| Etnična sestava po popisu iz leta 2002 | Etnična sestava po popisu iz leta 2002 | Etnična sestava po popisu iz leta 2002 | Etnična sestava po popisu iz leta 2002 | Etnična sestava po popisu iz leta 2002 |
| -------------------------------------- | -------------------------------------- | -------------------------------------- | -------------------------------------- | -------------------------------------- |
| Srbi                                   | Srbi                                   |                                        | 1.042                                  | 94,46%                                 |
| Romi                                   | Romi                                   |                                        | 52                                     | 4,71%                                  |
| Jugoslovani                            | Jugoslovani                            |                                        | 2                                      | 0,18%                                  |
| Hrvati                                 | Hrvati                                 |                                        | 1                                      | 0,09%                                  |
| Neznano                                | Neznano                                |                                        | 2                                      | 0,18%                                  |